# PLAY! A Video Game Symphony
PLAY! A Video Game Symphony è una tournée musicale che offre un repertorio basato su canzoni di videogiochi.

## Descrizione

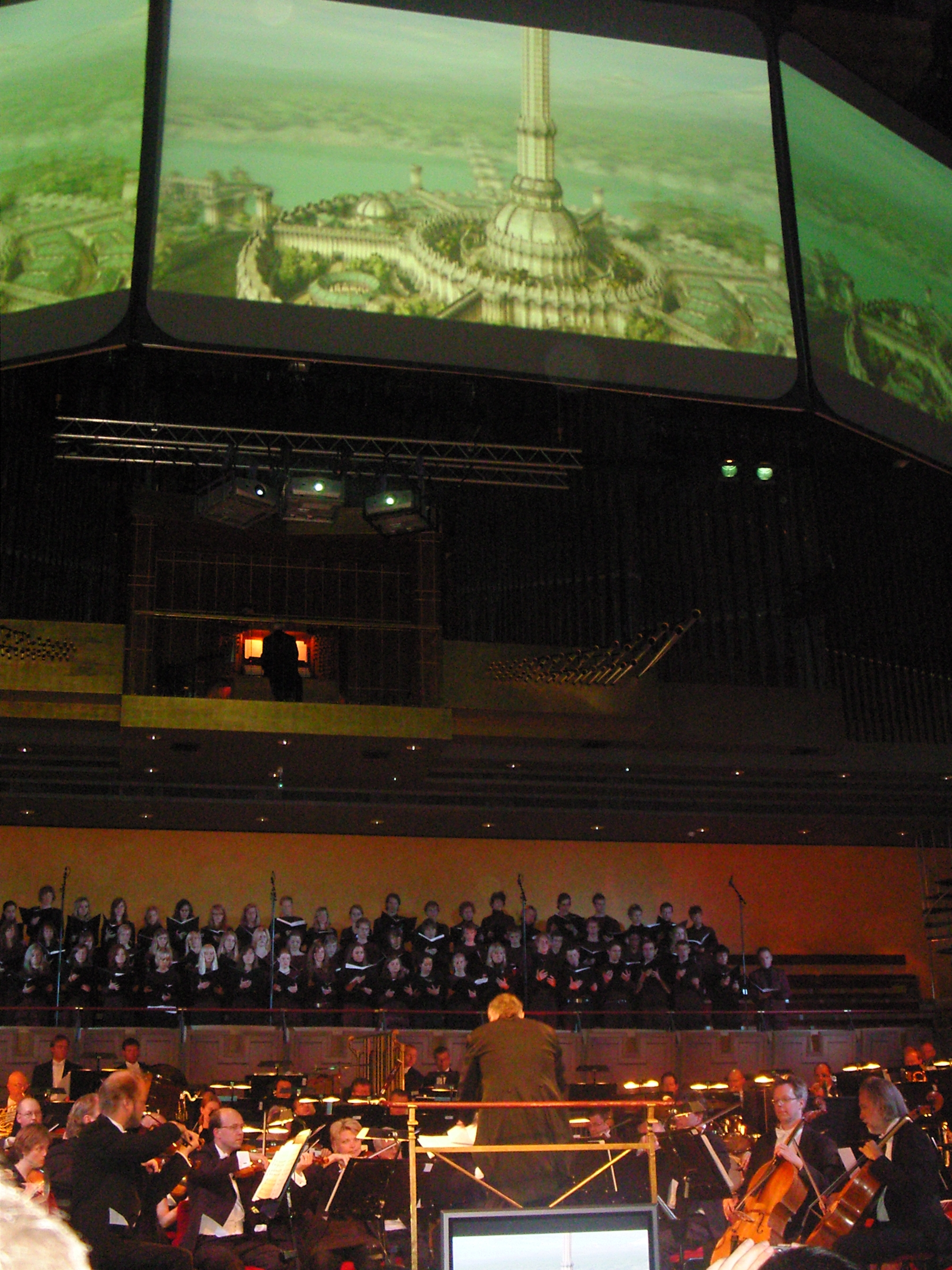
L'orchestra di Arnie Roth mentre esegue il tema di The Elder Scrolls IV: Oblivion.

Il tour è una produzione di Jason Michael Paul Productions Inc., il team che sta dietro al tour Dear Friends -Music from Final Fantasy-. Il maestro Arnie Roth, vincitore di un Grammy award è il direttore principale di PLAY!. Andy Brick, conosciuto per aver condotto altri concerti legati al genere musicale, si unì a PLAY!, che offre un repertorio comprendente:
- Dreamfall
- Final Fantasy
- Metal Gear Solid
- The Legend of Zelda
- Castlevania
- The Elder Scrolls III: Morrowind
- The Elder Scrolls IV: Oblivion
- Blue Dragon
- Lost Odyssey
- Halo
- Apidya
- Super Mario Bros.
- Super Mario World
- Prey
- Sonic the Hedgehog
- The Revenge of Shinobi
- ActRaiser
- World of Warcraft
- Black
- Kingdom Hearts
- Chrono Cross
- Chrono Trigger
- Stella Deus
- Silent Hill
- Shadow of the Colossus
- Battlefield 1942
- Shenmue
- The Chronicles of Riddick: Escape from Butcher Bay
- The Darkness
- Daytona USA
- Commodore 64: The Great Giana Sisters, International Karate, Wizball, The Last Ninja, Forbidden Forest e Ancestors
- Commodore Amiga: Alien Breed, Lionheart, Pinball Fantasies, James Pond 2, Lemmings e Turrican 2

Il PLAY! tour iniziò il 27 maggio 2006 nel Rosemont Theatre a Rosemont, negli Stati Uniti, e continuerà anche in Europa, Asia, Sud America, Australia e Nuova Zelanda.